# Pseudepitettix
Pseudepitettix is een geslacht van rechtvleugeligen uit de familie doornsprinkhanen (Tetrigidae). De wetenschappelijke naam van dit geslacht is voor het eerst geldig gepubliceerd in 1995 door Zheng.

## Soorten
Het geslacht Pseudepitettix omvat de volgende soorten:
- Pseudepitettix guangxiensis Zheng & Jiang, 1994
- Pseudepitettix guibeiensis Zheng & Jiang, 1995
- Pseudepitettix linaoshanensis Liang & Jiang, 2004
- Pseudepitettix nigritibis Zheng & Jiang, 2000
- Pseudepitettix yunnanensis Zheng, 1995